# Gustav König (Politiker)
Gustav König (* 21. März 1863 in Bern; † 26. März 1934 ebenda) war ein Schweizer Politiker der konservativ-demokratischen Partei.

## Leben
Gustav König wurde am 21. März 1863 als Sohn des Juristen und Politikers Karl Gustav König in Bern geboren. Von 1883 bis 1889 studierte er Rechtswissenschaft an den Universitäten Bern und Leipzig. 1888 absolvierte er das Fürsprecherexamen. 1889 promovierte er zum Dr. iur.
Ab 1888 arbeitete er als Rechtsanwalt in Bern. Zusätzlich war er von 1893 bis 1907 als Suppleant des Obergerichts eingesetzt. Weiter war er Mitglied des Verwaltungsrats der Schweizerischen Mobiliarversicherungsgesellschaft und Verwaltungsratspräsident der Schweizerischen Volksbank. Zudem gehörte er dem Grossen Burgerrat von Bern an und war Vizepräsident der Zunftgesellschaft zu Metzgern. Sein Lebensabend war überschattet von der Erschütterung der Volksbank infolge der Weltwirtschaftskrise.
Gustav König, der mit der Tochter eines Berner Notars verheiratet war, verstarb am 26. März 1934 im Alter von 71 Jahren in Bern.

## Politik
König vertrat von 1892 bis 1909 die konservativ-demokratische Partei im Berner Stadtrat sowie von 1902 bis 1910 im Grossen Rat des Kantons Bern. Nach den Parlamentswahlen 1908 gehörte er bis 1914 dem Nationalrat an, wo er Mitglied der freisinnig-demokratischen Fraktion war.

## Werke
- Das Vormundschaftsrecht nach dem schweizerischen Zivilrecht. Mit spezieller Berücksichtigung der burgerlichen Vormundschaftspflege in der Stadt Bern. Buchdruckerei des Berner Tagblatt, Bern 1912.